# افسانه محلی: مری خونین
افسانه محلی ۳: مری خونین (به انگلیسی: Urban Legends: Bloody Mary) (همچنین به عنوان افسانه محلی ۳ نیز شناخته می‌شود) یک فیلم ویدئویی آمریکایی در ژانر اسلشر محصول سال ۲۰۰۵ به کارگردانی ماری لمبرت با بازی کیت مارا، رابرت ویتو، تینا لیفورد، اد مارینارو است که دنباله فیلم افسانه محلی ۲: برش آخر (۲۰۰۰) و سومین قسمت از مجموعه فیلم‌های افسانه شهری محسوب می‌شود.

## قسمت‌های قبلی
افسانه محلی (۱۹۹۸)
افسانه محلی ۲: برش آخر (۲۰۰۰)

## داستان
در شب مراسم رقص فارغ‌التحصیلی، سه دوست دبیرستانی طلسمی را می‌خوانند که منجر به آزاد شدن روحی شیطانی از گذشته می‌شود و…

## تولید
تولید این فیلم از ۲۰ نوامبر ۲۰۰۴ آغاز شد.
فیلمبرداری اصلی در ۱۶ دسامبر ۲۰۰۴ به پایان رسید. فیلمبرداری در سالت‌لیک‌سیتی انجام شده‌است.
این فیلم در تاریخ ۱۹ ژوئیه ۲۰۰۵ به صورت ویدئویی منتشر شد.